# Salyersville, Kentucky
Salyersville, Kentucky (енгл. Salyersville) град је у америчкој савезној држави Кентаки.

## Демографија
По попису из 2010. године број становника је 1.883, што је 279 (17,4%) становника више него 2000. године.
| Група             | 2000.         | 2010.         |
| Белци             | 1.594 (99,4%) | 1.829 (97,1%) |
| Афроамериканци    | 1 (0,1%)      | 1 (0,1%)      |
| Азијати           | 0 (0,0%)      | 0 (0,0%)      |
| Хиспаноамериканци | 5 (0,3%)      | 43 (2,3%)     |
| Укупно            | 1.604         | 1.883         |